# Lilí
Lilí (original: Lili) és una pel·lícula musical estatunidenca de Charles Walters amb Leslie Caron i Mel Ferrer, estrenada el 1953 i doblada al català.

## Argument
Lili Daurier (Leslie Caron), una jove òrfena de 16 anys, busca feina, i fracassa en un parc d'atraccions d'una ciutat francesa. La seva ingenuïtat i el seu imaginari d'adolescent la fan encapritxar-se de Marc el màgic, un faldiller (Jean-Pierre Aumont), i la sòcia del seu espectacle no és altra que la seva esposa Rosalie (Zsa Zsa Gabor).
Havent perdut la seva feina, sense allotjament i enamorada, Lili prova de suïcidar-se. En aquest moment intervé Paul Berthalet, un marionetista, ex-ballarí esguerrat (Mel Ferrer), que es trobava a prop del lloc del drama. Els crits de la marioneta atreuen l'atenció de Lili i deixa la seva intenció mòrbida. Llavors comença un diàleg entre Lili i els quatre personatges d'aquest teatre guinyol que esdevindrà un dels espectacles més cotitzats del parc d'atraccions.

## Repartiment
- Leslie Caron: Lili Daurier
- Mel Ferrer: Paul Berthalet
- Jean-Pierre Aumont: Marc
- Zsa Zsa Gabor: Rosalie
- Kurt Kasznar: Jacquot
- Amanda Blake: Peach Lips
- Alex Gerry: el propietari del magatzem
- Ralph Dumke: Mr. Corvier
- Wilton Graff: Mr. Tonit
- George Baxter: Mr. Enrique

## Al voltant de la pel·lícula
- Una bonica història d'amor en versió conte per nens i comèdia musical, on Leslie Caron balla amb Jean-Pierre Aumont, Zsa Zsa Gabor i Mel Ferrer.
- Leslie Caron hi interpreta igualment la famosa cançó Hi-Lili, Hi-Lo.

## Premis i nominacions

### Premis
- Oscar a la millor banda sonora per Bronislau Kaper
- BAFTA a la millor actriu per Leslie Caron
- Globus d'Or al millor guió per Helen Deutsch

### Nominacions
- Oscar al millor director per Charles Walters
- Oscar a la millor actriu per Leslie Caron
- Oscar a la millor direcció artística per Cedric Gibbons, Paul Groesse, Edward B. Willis, Arthur Krams
- Oscar al millor guió adaptat per Helen Deutsch
- Oscar a la millor fotografia per Robert H. Planck
- BAFTA a la millor pel·lícula
- Festival Internacional de Cinema de Cannes millor director per Charles Walters

## Galeria

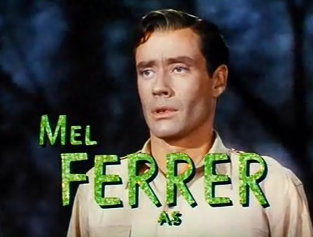
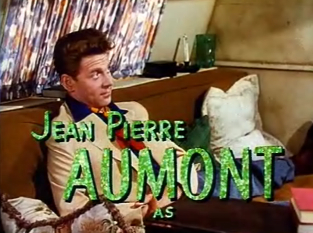
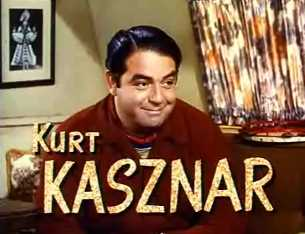
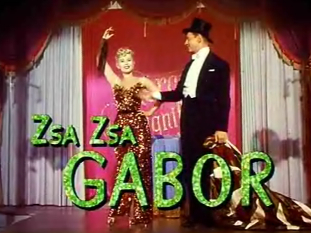